# Matías Báez
Alejandro Matías Báez (ur. 25 lutego 1979) – meksykański zapaśnik w stylu klasycznym. Zajął siódme miejsce na igrzyskach panamerykańskich w 2003. Czwarty na mistrzostwach pan-am w 2000, 2002 i 2003. Srebrny medalista igrzysk Ameryki Środkowej i Karaibów w 2002 roku.